# クワクボリョウタ
クワクボリョウタ（くわくぼ りょうた、桑久保 亮太、1971年 - ）は、日本の現代美術家。栃木県宇都宮市出身。

## 経歴
筑波大学芸術専門学群卒業、同大学院芸術研究科デザイン専攻総合造形コース修士課程修了、岐阜県立国際情報科学芸術アカデミー卒業。
1998年、明和電機との共作『ビットマン』を発表。主にエレクトロニクスを使用したメディアアート作品を制作。2003年の第7回文化庁メディア芸術祭にて、『デジタルガジェット6,8,9』でアート部門大賞受賞。2010年の第14回文化庁メディア芸術祭では、光源を取り付けた鉄道模型で立体的な影絵を生み出す『10番目の感傷（点・線・面）』を発表し、アート部門優秀賞および芸術選奨新人賞（メディア芸術部門）を受賞した。
2013年度より情報科学芸術大学院大学の准教授となる。
2019年、「あいちトリエンナーレ2019」に参加。文化庁が7800万円の補助金全額を不交付とする決定を下したことに対する抗議として、「今後一切の文化庁メディア芸術祭への関与」を拒否すると、自身のサイトで発表した。
2022年4月21日、大地の芸術祭 越後妻有アートトリエンナーレの出展作品として越後妻有里山現代美術館MonETに展示されていた「LOST #6」が、修学旅行中の中学生によって全損する被害を受けたが、同年6月9日に「誰でも若いうちはちょっとした失敗をするもの」とTwitter上に投稿した。

## 代表的な作品
- ビットマン
- PLX
- ビデオバルブ
- Vomoder
- シリフリン
- 10番目の感傷（点・線・面）
- ニコダマ
- LOST #6（越後妻有里山現代美術館キナーレ） - 2022年4月21日に修学旅行で同美術館を訪れていた中学生により修復不可能な状態にまで損壊されたため、非公開となっていた[4][7]が、後に新しい作品「エントロピア」に作りかえられている[8]。